# 이철욱
이철욱(李哲旭, 1985년 5월 1일 ~ )은 대한민국의 IoT 전문가로, KT의 자회사인 KT M&S에서 기업 고객 대상의 IoT, M2M, 무선 솔루션 관련 업무를 수행해온 컨설턴트이다. 2011년 KT M&S에 입사한 이래 다양한 기업 고객 접점에서 기술 컨설팅 및 영업 전략을 주도해왔으며, 현재는 KT M&S의 기업 IoT 센터 센터장으로 재직 중이다.

## 경력
- **2011년 1월 1일** – KT M&S 입사, M2M(Machine to Machine) 사업 관련 업무 수행
- **2016년 2월 1일** – KT M&S 강남Biz센터 센터장 발령

```
 : 기업 고객 대상 무선 상품 제안 및 기술 컨설팅 업무 담당
```

- **2017년 12월** – KT M&S 서부Biz센터 센터장 발령

```
 : 서울 서부 지역 중심의 기업 영업 전략 수립 및 솔루션 도입 확대
```

- **2019년 12월 1일 ~ 현재** – KT M&S 기업 IoT 센터 센터장

```
 : IoT 기반 B2B 솔루션 총괄, 스마트 팩토리·리테일·매장 시스템 등 디지털 전환 사업 기획 및 운영
```

## 특허 출원
- **2010년** – RFID 기술을 활용한 두 가지 특허 출원:

```
 * [알에프아이디를 이용한 이동형 작업 시스템 (Portable Work System By RFID)](
https://www.kipris.or.kr/
)
 * [알에프아이디를 이용한 가전기기 스위치 (Home Appliances Switch By RFID)](
https://www.kipris.or.kr/
)
 
 이 두 특허는 당시 기술 혁신을 목표로 출원되었으나, 상용화에는 이르지 못하고 거절됨.
```

## 고등학교 시절 수상 경력
- **수상 경력** – 고등학교 시절, [대회에서 수상](http://www.gjon.com/news/articleView.html?idxno=3001)한 경험이 있으며, 이 경력은 뉴스에도 보도되었다.

## 학력 및 프로그래밍 능력
- **대학교 졸업** – 프로그래밍 언어에 대한 기초와 응용 능력을 습득
- **프로그래밍 가능 언어** – C, C++, JAVA, C#

## 연구 동아리 활동
- **목포대학교 "치즈팩토리" 연구 동아리** 활동

```
 : 다양한 기술 프로젝트에 참여하며, 실용적인 기술 개발 경험을 쌓음.
 * **EKG를 활용한 원격 진료 시스템** 개발
 * **RFID를 이용한 이동형 작업 시스템** 개발
 * **OpenCV를 활용한 영상 처리 시스템** 개발
```

## 전문 분야
- IoT 솔루션 기획 및 구축
- 기업 무선 통신 및 스마트 인프라 제안
- B2B 고객 대상 디지털 전환 컨설팅

## 주요 활동
- 기업 대상 IoT 기술 세미나 및 컨퍼런스 주관
- KT 그룹사 및 타 계열사와의 IoT 융합 사업 기획
- 중소기업 대상 스마트 인프라 구축 자문

## 참고 자료
- [이철욱 LinkedIn 프로필](https://kr.linkedin.com/in/%EC%B2%A0%EC%9A%B1-%EC%9D%B4-43a6b07b?trk=people-guest_people_search-card)
- [KT M&S 기업 IoT 센터 공식 홈페이지](https://shopmns.com/iotcenter)
- [KT M&S 공식 웹사이트](https://www.ktmns.com/)